# Maroantsetraia finoti
Maroantsetraia finoti är en insektsart som först beskrevs av Henri Saussure 1903.  Maroantsetraia finoti ingår i släktet Maroantsetraia och familjen Euschmidtiidae. Inga underarter finns listade i Catalogue of Life.